# Crawling
Crawling – drugi singel z debiutanckiego albumu Hybrid Theory nu metalowego zespołu Linkin Park. Do tej piosenki został nakręcony teledysk. Piosenka mówi o tym, że czasami ludzie boją się otaczającego ich świata i przez to zamykają się w sobie.

## Lista utworów
1. "Crawling – Album Version" – 3:28
2. "Papercut – Live from BBC" – 3:08

## Twórcy
- Chester Bennington – wokale główne
- Mike Shinoda – gitara rytmiczna, wokale, sampler
- Brad Delson – gitara prowadząca, gitara basowa
- Rob Bourdon – perkusja
- Joe Hahn – turntablizm, miksowanie, sampler
- David „Phoenix” Farrell – gitara basowa

## Wersja z 2017 roku
W roku 2017, została wydana specjalna, akustyczna wersja singla z 2001 roku, pochodząca z albumu One More Light Live, nagrywanego podczas koncertowej promującej najnowszy, siódmy (i ostatni, dotychczasowo) album studyjny zespołu – One More Light. Na albumie, znalazła się jako dziewiąty utwór, występujący po kompozycji One More Light oraz poprzedający piosenkę Leave Out All the Rest. Podobnie, jak w przypadku coveru utworu Adele – Rolling in the Deep, utwór wykonuje tylko dwóch muzyków z zespołu – Mike Shinoda i Chester Bennington. Dzięki takiej wersji, piosenka upodabnia się stylistycznie niemal do ballady oraz do dwóch innych utworów z albumu – wspomnianego wcześniej One More Light (wykonywanego przez prawie cały zespół, oprócz perkusisty Roba Bourdona) oraz Sharp Edges (wykonywanego przez Brada Delsona i Chestera) a nawet podczas wykonywania tej akustycznej wersji, Chester (podobnie jak w przypadku poprzedniego utworu z albumu), śpiewał cały utwór w towarzystwie publiczności, w akompaniamencie syntezatora Mike’a. Jest to także trzeci singel zespołu wydany po śmierci wokalisty.

### Lista utworów
- Crawling (One More Light Live) – 3:29

### Twórcy
- Chester Bennington – wokale
- Mike Shinoda – syntezator